# Dorcopsis
Dorcopsis là một chi động vật có vú trong họ Macropodidae, bộ Hai răng cửa. Chi này được Schlegel and Müller miêu tả năm 1845. Loài điển hình của chi này là Didelphis brunii Quoy and Gaimard, 1830 (= Macropus muelleri Lesson, 1827).

## Các loài
Chi này gồm các loài: